# Мейер, Хенни
Хенни Ингемар Мейер (нидерл. Henny Ingemar Meijer; род. 17 февраля 1962, Парамарибо, Нидерланды) — нидерландский футболист суринамского происхождения, нападающий, известный по выступлениям за амстердамский «Аякс», «Роду» и «Гронинген». 15 мая 1993 забил самый первый гол в истории японской Джей-лига.

## Клубная карьера
В профессиональном футболе дебютировал в 1983 году за клуб «Телстар», в котором провёл один сезон, приняв участие в 32 матчах чемпионата.
С 1984 по 1988 год играл в составе клубов «Волендам», «Рода» и амстердамский «Аякс».
Своей игрой за последнюю команду привлёк внимание представителей тренерского штаба клуба «Гронингена», в состав которого перешёл в 1988 году. Сыграл за команду из Гронингена следующие пять сезонов. Большую часть времени, проведённого в составе «Гронингена», был основным игроком атакующей звена команды. В составе «Гронингена» был одним из главных бомбардиров команды, имея среднюю результативность 0,34 гола за игру первенства.
В течение 1993—1996 годов защищал цвета клубов «Токио Верди», «Камбюр», «Херенвен» и «Де Графсхап».
Завершил профессиональную игровую карьеру в клубе «Вендам», за который выступал на протяжении 1996—1998 годов.

## Международная карьера
Единственным матчем Мейера за национальную сборную Нидерландов была товарищеская игра против сборной Бельгии (0:0).

## Статистика

### Клубная статистика
| Клуб       | Клуб             | Клуб            | Лига  | Лига |
| Сезон      | Клуб             | Лига            | Матчи | Голы |
| Нидерланды | Нидерланды       | Нидерланды      | Лига  | Лига |
| ---------- | ---------------- | --------------- | ----- | ---- |
| 1983/84    | Телстар          | Первый дивизион | 32    | 20   |
| 1984/85    | Волендам         | Эредивизи       | 33    | 9    |
| 1985/86    | Рода             | Эредивизи       | 31    | 8    |
| 1986/87    | Рода             | Эредивизи       | 34    | 19   |
| 1987/88    | Аякс (Амстердам) | Эредивизи       | 26    | 11   |
| 1988/89    | Гронинген        | Эредивизи       | 34    | 15   |
| 1989/90    | Гронинген        | Эредивизи       | 29    | 8    |
| 1990/91    | Гронинген        | Эредивизи       | 34    | 12   |
| 1991/92    | Гронинген        | Эредивизи       | 29    | 10   |
| 1992/93    | Гронинген        | Эредивизи       | 20    | 4    |
| Япония     | Япония           | Япония          | Лига  | Лига |
| 1993       | Верди Кавасаки   | Джей-лига       | 11    | 2    |
| Нидерланды | Нидерланды       | Нидерланды      | Лига  | Лига |
| 1993/94    | Камбюр           | Эредивизи       | 25    | 8    |
| 1994/95    | Херенвен         | Эредивизи       | 13    | 2    |
| 1995/96    | Де Графсхап      | Эредивизи       | 20    | 5    |
| 1996/97    | Вендам           | Первый дивизион | 32    | 14   |
| 1997/98    | Вендам           | Первый дивизион | 19    | 3    |
| Страна     | Нидерланды       | Нидерланды      | 411   | 148  |
| Страна     | Япония           | Япония          | 11    | 2    |
| Итог       | Итог             | Итог            | 422   | 150  |

### Матчи Мейера за сборную Нидерландов
| Матчи Мейера за сборную Нидерландов | Матчи Мейера за сборную Нидерландов | Матчи Мейера за сборную Нидерландов | Матчи Мейера за сборную Нидерландов | Матчи Мейера за сборную Нидерландов | Матчи Мейера за сборную Нидерландов |
| ----------------------------------- | ----------------------------------- | ----------------------------------- | ----------------------------------- | ----------------------------------- | ----------------------------------- |
| №                                   | Дата                                | Соперник                            | Счёт                                | Голы Мейера                         | Соревнование                        |
| 1                                   | 9 сентября 1987                     | Бельгия                             | 0:0                                 | —                                   | Товарищеский матч                   |

Итого: 1 матч / 0 голов; 0 побед, 1 ничья, 0 поражений.